# Tribunal Superior de Responsabilidades Administrativas
El Tribunal Superior de Responsabilidades Administrativas es la segunda y última instancia administrativa en el procedimiento sancionador iniciado a funcionarios y/o servidores públicos por la comisión de infracciones graves o muy graves, derivadas de los informes de control emitidos por los órganos del Sistema Nacional de Control.
Es un órgano colegiado adscrito a la Contraloría General de la República del Perú, con independencia técnica y funcional en las materias de su competencia y autonomía en sus decisiones. El marco legal que regula su actuación está conformado por la Ley N° 29622, su Reglamento aprobado por Decreto Supremo N° 023-2011-PCM, el Reglamento del TSRA aprobado por Resolución de Contraloría N° 244-2013-CG y la Directiva N° 010-CG/GPROD aprobada por Resolución de Contraloría N° 129-2016-CG.
El Tribunal Superior es de competencia nacional, estando habilitado para sesionar en otras localidades del país por acuerdos de la mayoría de sus integrantes.

## Primera Sala del Tribunal Superior de Responsabilidades Administrativas
| Función    | Miembro                           | Duración del mandato          |
| ---------- | --------------------------------- | ----------------------------- |
| Presidente | Alfredo Ferrero Diez Canseco      | Desde el 29 de agosto de 2016 |
| Vocal      | Javier Dolorier Torres            | Desde el 18 de agosto de 2016 |
| Vocal      | Verónica Violeta Rojas Montes     | Desde el 23 de agosto de 2016 |
| Vocal      | Humberto Bernardo Ramírez Trucíos | Desde el 10 de agosto de 2016 |
| Vocal      | Alberto Eduardo Nué Bracamonte    | Desde el 3 de agosto de 2016  |

## Segunda Sala del Tribunal Superior de Responsabilidades Administrativas
| Función    | Miembro                               | Duración del mandato              |
| ---------- | ------------------------------------- | --------------------------------- |
| Presidente | César José Gonzales Hunt              | Desde el 07 de septiembre de 2016 |
| Vocal      | Yván Fidel Montoya Vivanco            | Desde el 07 de septiembre de 2016 |
| Vocal      | Luis Alfonso García-Corrochano Moyano | Desde el 07 de septiembre de 2016 |
| Vocal      | César Enrique Aguilar Surichaqui      | Desde el 07 de septiembre de 2016 |
| Vocal      | Gustavo Nilo Rivera Ferreyros         | Desde el 07 de septiembre de 2016 |